# Acupalpus longulus
Acupalpus longulus är en skalbaggsart som beskrevs av Pierre François Marie Auguste Dejean. Acupalpus longulus ingår i släktet Acupalpus och familjen jordlöpare. Inga underarter finns listade i Catalogue of Life.